# Rabobank Continental/Saison 2010
Dieser Artikel listet Erfolge und Mannschaft des Radsportteams Rabobank Continental in der Saison 2010 auf.

## Erfolge in der UCI Europe Tour
In den Rennen der Saison 2010 der UCI Europe Tour gelangen die nachstehenden Erfolge.
| Datum                | Rennen                                                 | Kat. | Fahrer            |
| -------------------- | ------------------------------------------------------ | ---- | ----------------- |
| 22. März             | 1. Etappe Tour de Normandie (EZF)                      | 2.2  | Jetse Bol         |
| 3. April             | 2a. Etappe Le Triptyque des Monts et Châteaux (EZF)    | 2.2  | Jetse Bol         |
| 2.–4. April          | Gesamtwertung Le Triptyque des Monts et Châteaux       | 2.2  | Jetse Bol         |
| 10. April            | 2. Etappe Circuit des Ardennes                         | 2.2  | Tom Slagter       |
| 18. April            | Zellik-Galmaarden                                      | 1.2  | Coen Vermeltfoort |
| 25. April            | 1. Etappe Tour de Bretagne                             | 2.2  | Jetse Bol         |
| 26. April            | 2. Etappe Tour de Bretagne (EZF)                       | 2.2  | Martijn Keizer    |
| 20. Mai              | 3. Etappe Olympia’s Tour                               | 2.2  | Coen Vermeltfoort |
| 22. Mai              | 5. Etappe Olympia’s Tour                               | 2.2  | Coen Vermeltfoort |
| 8. Juni              | Prolog Circuito Montañés (EZF)                         | 2.2  | Martijn Keizer    |
| 16. Juni             | 2. Etappe Thüringen-Rundfahrt                          | 2.2U | Barry Markus      |
| 25. Juni             | Niederländische Meisterschaft – Einzelzeitfahren (U23) | NC   | Martijn Keizer    |
| 26. Juni             | Niederländische Meisterschaft – Straßenrennen (U23)    | NC   | Tom Slagter       |
| 26. Juli             | 4. Etappe Kreiz Breizh Elites                          | 2.2  | Boy van Poppel    |
| 1. August            | 5. Etappe Tour Alsace                                  | 2.2  | Wilco Kelderman   |
| 27. Juli – 1. August | Gesamtwertung Tour Alsace                              | 2.2  | Wilco Kelderman   |
| 29. August           | Ronde van Midden-Nederland                             | 1.2  | Wesley Kreder     |

## Erfolge beim Cyclocross
In den Rennen der Saison 2009/10 der Cyclocross Tour gelangen die nachstehenden Erfolge.
| Datum         | Rennen                                                         | Fahrer          |
| ------------- | -------------------------------------------------------------- | --------------- |
| 26. September | 31e Openingsveldrit van Harderwijk, Harderwijk                 | Bart Aernouts   |
| 8. Dezember   | Ciclocross del Ponte, Faè di Oderzo                            | Gerben de Knegt |
| 3. Januar     | Grand Prix Groenendaal, Sint-Michielsgestel                    | Bart Aernouts   |
| 13. Januar    | Internationale Centrumcross van Surhuisterveen, Surhuisterveen | Gerben de Knegt |

## Zugänge – Abgänge
| Zugänge             | Team 2009                | Abgänge                      | Team 2010                    |
| ------------------- | ------------------------ | ---------------------------- | ---------------------------- |
| Wesley Kreder       | Van Vliet EBH Elshof     | Michel Kreder                | Garmin-Transitions           |
| Remco Broers        | Asito Craft Cycling Team | Steven Kruijswijk            | Rabobank                     |
| Jasper Bovenhuis    | Neoprofi                 | Dennis van Winden            | Rabobank                     |
| Brian Bulgaç        | Neoprofi                 | Tejay van Garderen           | Team HTC-Columbia            |
| Nicky van der Lijke | Neoprofi                 | Theo Bos                     | Cervélo TestTeam             |
| Barry Markus        | Neoprofi                 | Michaël Van Staeyen          | Topsport Vlaanderen-Mercator |
| Moreno Hofland      | Neoprofi                 | Sergej Fuchs                 | Team Nutrixxion Sparkasse    |
| Tom Slagter         | Neoprofi                 | Thomas Rabou                 | Team Type 1                  |
| Wilco Kelderman     | Neoprofi                 | Thomas Berkhout              | Van Vliet EBH Elshof         |
|                     |                          | Joeri Adams (bis 31.07.)     | Rabobank-Giant Off-Road Team |
|                     |                          | Bart Aernouts (bis 31.07.)   | Rabobank-Giant Off-Road Team |
|                     |                          | Gerben de Knegt (bis 31.07.) | Rabobank-Giant Off-Road Team |
|                     |                          | Niek van Geffen (bis 31.07.) | Unbekannt                    |

## Mannschaft
| Name                | Geburtstag         | Nationalität |
| ------------------- | ------------------ | ------------ |
| Mats Boeve          | 24. März 1990      | Niederlande  |
| Jetse Bol           | 8. September 1989  | Niederlande  |
| Jasper Bovenhuis    | 27. Juli 1991      | Niederlande  |
| Remco Broers        | 15. Mai 1988       | Niederlande  |
| Brian Bulgaç        | 7. April 1988      | Niederlande  |
| Moreno Hofland      | 31. August 1991    | Niederlande  |
| Martijn Keizer      | 25. März 1988      | Niederlande  |
| Wilco Kelderman     | 25. März 1991      | Niederlande  |
| Wesley Kreder       | 4. November 1990   | Niederlande  |
| Nicky van der Lijke | 23. September 1991 | Niederlande  |
| Barry Markus        | 17. Juli 1991      | Niederlande  |
| Jasper Ockeloen     | 10. Mai 1990       | Niederlande  |
| Boy van Poppel      | 18. Januar 1988    | Niederlande  |
| Ramon Sinkeldam     | 9. Februar 1989    | Niederlande  |
| Tom Slagter         | 1. Juli 1989       | Niederlande  |
| Coen Vermeltfoort   | 11. April 1988     | Niederlande  |
| Maurice Vrijmoed    | 8. Dezember 1988   | Niederlande  |